# Hattie Wyatt Caraway
Hattie Ophelia Caraway (née Hattie Ophelia Wyatt le 1er février 1878 à Bakerville (en) dans le Tennessee et morte le 21 décembre 1950 dans la même ville) est une femme politique américaine membre du Parti démocrate et sénatrice de l'Arkansas entre 1931 et 1945.
Elle est la première femme élue sénatrice de l'histoire des États-Unis. Elle succède à son mari Thaddeus H. Caraway (en) sénateur de l'Arkansas mort en 1931 : elle est d'abord nommée par le gouverneur en remplacement de celui-ci, puis élue aux élections sénatoriales qui suivent.

## Biographie

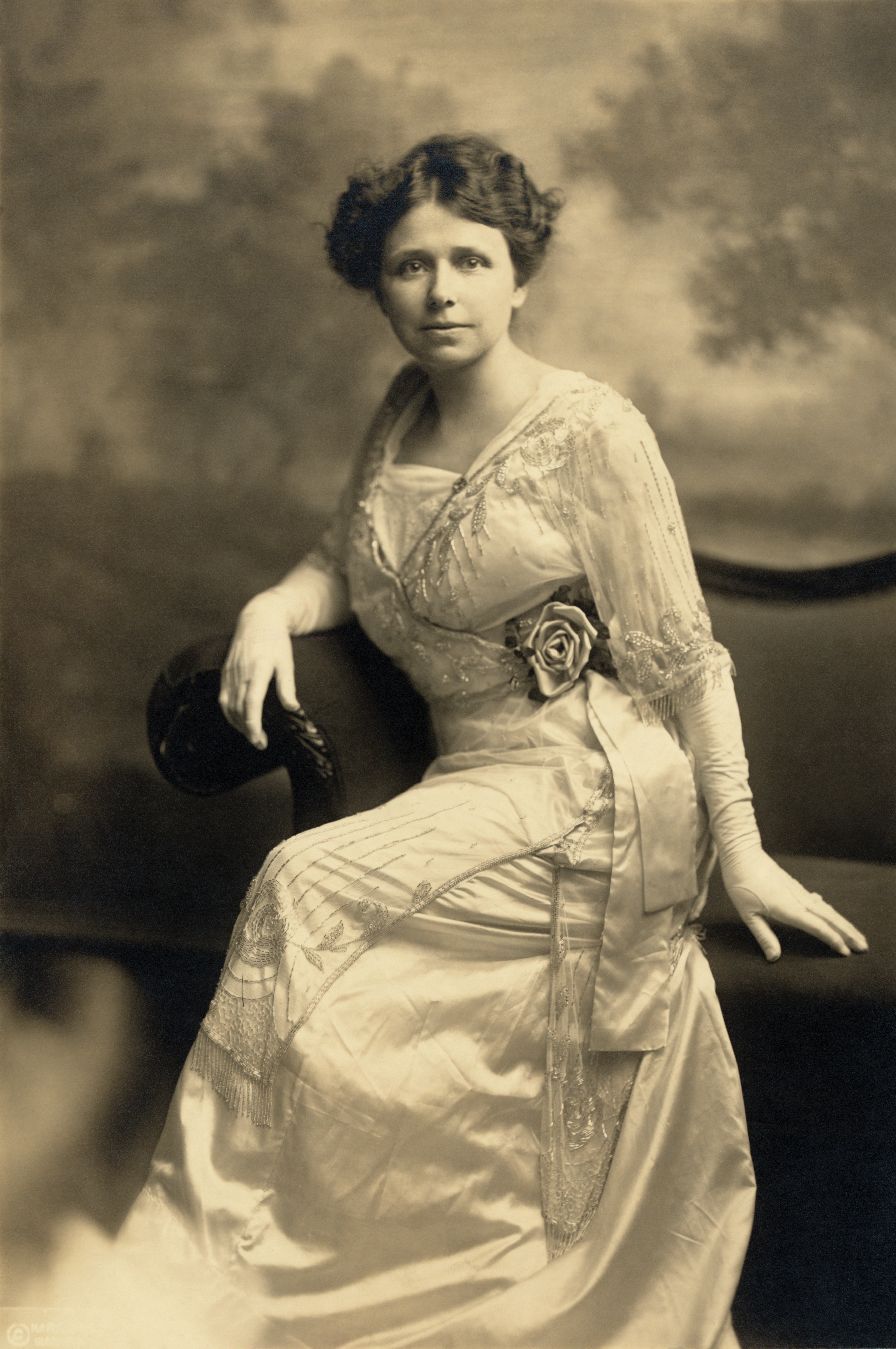
Hattie Caraway en 1914.

### Jeunesse et formation
Hattie est la fille de William Carroll Wyatt, un fermier et commerçant, et de Lucy Mildred (Burch) Wyatt. Elle suit des études secondaires au Ebenezer College de Hustburg dans le Tennessee, puis elle entre au Dickson Normal College du comté de Dickson (Tennessee) où elle obtient en 1896 son Bachelor of Arts (licence),.

### Carrière
Selon le précédent consistant à nommer des veuves pour remplacer temporairement leurs maris, le gouverneur de l'Arkansas, Harvey Parnell, nomme Hattie Caraway au poste laissé vacant par la mort de son mari en 1931,.
Elle est réélue pour un mandat complet en 1932 avec le soutien actif de son collègue, le sénateur Huey Long, de la Louisiane voisine.  Elle a été la première femme à présider le Sénat.

### Vie privée
Hattie Wyatt Caraway repose au cimetière Oaklaw de Jonesboro dans l'Arkansas aux côtés de son époux.